# Mogale City
Mogale City (officieel Mogale City Local Municipality; Afrikaans: Mogale City Plaaslike Munisipaliteit) is een gemeente in het Zuid-Afrikaanse district West Rand.
Mogale City ligt in de provincie Gauteng en telt 362.422 inwoners.

## Hoofdplaatsen
Het nationaal instituut voor de statistiek, Stats SA, deelt sinds de census 2011 deze gemeente in in 11 zogenaamde hoofdplaatsen (main place):
Kagiso • Krugersdorp • Magaliesburg • Mogale City NU • Munsieville • Orient Hills • Rietfontein • Rietvallei • Wallis Haven • Wolwekrans • Zwartkop.